# Guido Pellizzari
Guido Pellizzari (Firenze, 30 ottobre 1858 – Firenze, 3 giugno 1938) è stato un chimico italiano.

## Biografia
Nato in una distinta famiglia toscana — che aveva dato alla medicina uomini illustri —, fu il figlio secondogenito di Giorgio Pellizzari (1814-1894) e di Adelaide Marzichi Lenzi (m. 1910), nipote di Pietro Pellizzari (1823-1892), fratello minore di Celso Pellizzari (1851-1925) e fratello maggiore di Maria Pellizzari (1863-1946).
Iniziati gli studi di chimica sotto la guida di Ugo Schiff, che aveva fondato la scuola chimica fiorentina, si laureò con il massimo dei voti il 19 luglio 1882, continuando come assistente del maestro in qualità di assistente e interessandosi alla sintesi chimica dei derivati degli acidi sebacico, succinico e ftalico. Nel 1887 conseguì una seconda laurea in farmacia; l'anno successivo, la sorella Maria sposò lo scultore Mario Salvini.
Il 1º novembre 1889, dopo due anni come assistente, fu nominato professore di chimica generale alla Regia Università di Catania; nel 1891 venne nominato professore straordinario di chimica generale alla Regia Università di Genova.
Rimasto a lungo celibe, Pellizzari trascorreva i periodi di vacanza con i propri genitori nella città natia e con l'amico, nonché anch'egli allievo di Schiff, Mario Betti. In questo periodo la sua attività di ricerca si concentrava sulla sintesi organica e sulla chimica dei composti eterociclici.
Il 16 ottobre 1916, su pressione dei colleghi, primo fra tutti Antonio Garbasso, e dei parenti, Pellizzari andò a insegnare all'Istituto di Studi Superiori di Firenze, su invito della scuola di farmacia. Nel lasciare Genova, per voto della Facoltà di scienze fu nominato professore emerito della locale Università. Il 18 marzo 1919 venne eletto socio corrispondente dell'Accademia Nazionale dei Lincei e quattro anni più tardi ricevette il premio della medesima accademia per i suoi studi sulla guanidina. Fu eletto socio dell'Accademia delle Scienze di Torino, dell'Accademia Gioenia e infine, il 12 dicembre 1929, dell'Accademia dei Lincei.
All'età di sessantotto anni sposò Elena Casanova-Jerserink (1869-1952), vedova senza figli del conte Earl Quentin. Nel 1928 andò fuori ruolo e cinque anni più tardi, nel 1933, definitivamente in pensione. Lasciò la cattedra e il testimone al suo allievo Mario Torquato Passerini (1891-1962).